# Tro Bro Leon 2019
Tro Bro Leon 2019 var den 36. udgave af cykelløbet Tro Bro Leon. Løbet var en del af UCI Europe Tour-kalenderen og blev arrangeret 22. april 2019. Det blev vundet af italienske Andrea Vendrame fra Androni Giocattoli-Sidermec.

## Hold og ryttere
| UCI WorldTeams (2)- AG2R La Mondiale - Groupama-FDJ UCI Professionelle kontinentalthold (11)- Total Direct Énergie - Wanty-Groupe Gobert - Euskadi Basque Country-Murias - Arkéa-Samsic - Androni Giocattoli-Sidermec - Delko-Marseille Provence - Israel Cycling Academy - Vital Concept-B&B Hotels - Wallonie Bruxelles - Riwal Readynez - Cofidis, Solutions Crédits UCI Kontinentalhold (7)- Saint Michel-Auber 93 - Natura4Ever-Roubaix Lille Métropole - Tarteletto-Isorex - Madison Genesis - EvoPro Racing - Amore & Vita-Prodir - Interpro Cycling Academy |
| |

## Danske ryttere
- Emil Vinjebo kørte for Riwal Readynez Cycling Team
- Tobias Kongstad kørte for Riwal Readynez Cycling Team
- Torkil Veyhe kørte for Riwal Readynez Cycling Team
- Andreas Stokbro kørte for Riwal Readynez Cycling Team
- Nicolai Brøchner kørte for Riwal Readynez Cycling Team
- Mathias Norsgaard Jørgensen kørte for Riwal Readynez Cycling Team

## Resultater
| \| Samlede stilling \| Samlede stilling \| Samlede stilling \| Samlede stilling \| Samlede stilling \| \| Rytter \| Rytter \| Hold \| Tid \| \| \| ---------------- \| ------------------- \| --------------------------- \| ---------------- \| ---------------- \| \| 1. \| Andrea Vendrame \| Androni Giocattoli-Sidermec \| 5t 00' 20" \| \| \| 2. \| Baptiste Planckaert \| Wallonie Bruxelles \| + 0" \| \| \| 3. \| Emil Vinjebo \| Riwal Readynez \| + 0" \| \| \| 4. \| Romain Hardy \| Arkéa-Samsic \| + 0" \| \| \| 5. \| Lilian Calmejane \| Total Direct Énergie \| + 0" \| \| \| 6. \| Marc Sarreau \| Groupama-FDJ \| + 0" \| \| \| 7. \| Mickaël Delage \| Groupama-FDJ \| + 0" \| \| \| 8. \| Kévin Le Cunff \| Saint Michel-Auber 93 \| + 0" \| \| \| 9. \| Anthony Delaplace \| Arkéa-Samsic \| + 0" \| \| \| 10. \| Frederik Backaert \| Wanty-Gobert \| + 3" \| \| |                     |                             |            |
| |                     |                             |            |
| Kilde: ProCyclingStats |                     |                             |            |
| Samlede stilling |                     |                             |            |
| Rytter | Rytter              | Hold                        | Tid        |
| 1. | Andrea Vendrame     | Androni Giocattoli-Sidermec | 5t 00' 20" |
| 2. | Baptiste Planckaert | Wallonie Bruxelles          | + 0"       |
| 3. | Emil Vinjebo        | Riwal Readynez              | + 0"       |
| 4. | Romain Hardy        | Arkéa-Samsic                | + 0"       |
| 5. | Lilian Calmejane    | Total Direct Énergie        | + 0"       |
| 6. | Marc Sarreau        | Groupama-FDJ                | + 0"       |
| 7. | Mickaël Delage      | Groupama-FDJ                | + 0"       |
| 8. | Kévin Le Cunff      | Saint Michel-Auber 93       | + 0"       |
| 9. | Anthony Delaplace   | Arkéa-Samsic                | + 0"       |
| 10. | Frederik Backaert   | Wanty-Gobert                | + 3"       |